# Có ai thương em như anh
Có ai thương em như anh là đĩa đơn của Tóc Tiên, được phát hành vào ngày 18 tháng 7 năm 2018 trên Zing MP3 và Youtube.
"Có ai thương anh như em" đã giúp Tóc Tiên giành được một giải quan trọng trong sự nghiệp ở hạng mục "Bài hát của năm" và nhận một đề cử "Video âm nhạc của năm" tại Giải thưởng Âm nhạc Cống hiến 2019.

## Thực hiện
Có ai thương em như anh là ca khúc mang màu sắc ballad nhẹ nhàng, bắt tai của tác giả Bùi Công Nam với phần hoà âm phối khí của Hoàng Touliver.
Điều đặc biệt trong sản phẩm lần này chính là việc Tóc Tiên mời Lê Hiếu cùng góp giọng ở phần cuối ca khúc. Chia sẻ về điều này, Tóc Tiên cho biết: "Giọng hát của anh Lê Hiếu mang đến rất nhiều cảm xúc cho tôi. Bản thân tôi trước giờ cũng hâm mộ giọng ca của anh ấy vì rất "tình", rất đàn ông tạo được sự chắc chắn. May mắn khi tôi mở lời, anh Hiếu gật đầu và còn góp ý cho tôi cả về bản phối".
Thêm vào đó, nói về việc tiếp tục kết hợp với Hoàng Touliver trong âm nhạc, Tóc Tiên chia sẻ: "Tôi cảm thấy rất đồng cảm với nhân vật trong bài hát. Bản thân từng đưa cho nhiều người nhưng không ai làm đúng tinh thần tôi muốn. Gần Tết, anh Hoàng bảo tôi rằng anh ấy muốn nghe lại ca khúc rồi bắt tay vào sản xuất. Sau 1 tiếng, anh ấy đã hoàn tất bản phối và khiến tôi vô cùng ưng ý. Ca khúc này sẽ đánh dấu sự trở lại trong âm nhạc của hai chúng tôi".

## Video âm nhạc
Ngày 18 tháng 7 năm 2018, Tóc Tiên chính thức cho ra mắt video âm nhạc Có ai thương em như anh. Nội dung video xoay quanh chuyện tình giữa Tóc Tiên và bạn trai (do nhà thiết kế Trương Thanh Long vào vai). Song song với những khoảnh khắc hạnh phúc, kịch bản đẩy cao trào ở cảnh cãi vã của cả hai. Cuối video, cái kết bất ngờ mở ra khi hình ảnh Tóc Tiên từ đầu đến cuối chỉ là một linh hồn dõi theo anh. Sau trận cãi nhau đó, cô đã bị hôn mê sâu và được chẩn đoán mắc căn bệnh nặng. Nằm bất động trong phòng bệnh, sau cùng cũng chỉ có người đàn ông này là dành trọn một đời bên cạnh và chăm sóc cô đến già.
"Dù có những sóng gió trong tình cảm cũng đừng lãng quên những phút giây ngọt ngào. Để rồi sau tất cả, chúng ta nhận ra bản thân phải biết trân trọng người trước mắt" - Đó là thông điệp mà video muốn truyền tải.